# MSU 비손실 비디오 코덱
MSU 비손실 비디오 코덱은 모스크바 대학 Graphics & Media Lab Video 그룹이 개발한 영상 코덱이다.
이 코덱은 타 코덱들보다 압축 효율이 뛰어나지만, 인코딩 속도는 훨씬 느린 단점이있다. 그래서 다른코덱인 Lagarith하고 결론적인 가성비는 비슷하거나 약간 밀린다.